# Drosophila arane
Drosophila arane är en tvåvingeart som beskrevs av Hunter 1992. Drosophila arane ingår i släktet Drosophila och familjen daggflugor.
Artens utbredningsområde är Colombia.